# Constantino Constantínovich Románov (hijo)
Constantino Constantínovich Románov (en ruso: Константин Константинович; San Petersburgo, 1 de enero de 1891-Alapáyevsk, 18 de julio de 1918) fue un gran duque de Rusia y luego príncipe de Rusia.

## Familia
Hijo del gran duque Constantino Constantínovich de Rusia y de la princesa Isabel de Sajonia-Altemburgo.

## Biografía
Los hijos del gran duque Constantino no llevaron el título de grandes duques de Rusia, sino el de príncipes de Rusia, en conformidad a la reforma hecha por Alejandro III el 14 de julio de 1886. Según esta ley, solo los hijos y nietos de un zar reinante, hijos de un matrimonio dinástico, podrían ser grandes duques, si no serían príncipes de Rusia y llevarían el tratamiento de Alteza Imperial. Así los Constantínovich, si bien hijos de un matrimonio dinástico, eran bisnietos de un zar. El objetivo de la ley era restringir el número de personas con derecho a rentas del estado.

### Primera Guerra Mundial
Durante la Gran Guerra, Constantino destacó por su valentía, combatiendo no desde los campamentos como un príncipe, sino en las trincheras con los demás soldados.

### Revolución rusa
Desde el principio de la revolución, participó en la vanguardia del frente de batalla. En abril de 1917 fue detenido por los bolcheviques y reunido más adelante con otros Románov, primero en Yekaterimburgo y luego en Alapáyevsk, en los Urales, donde recibieron una muerte extremadamente cruel. 

### Muerte e inhumación

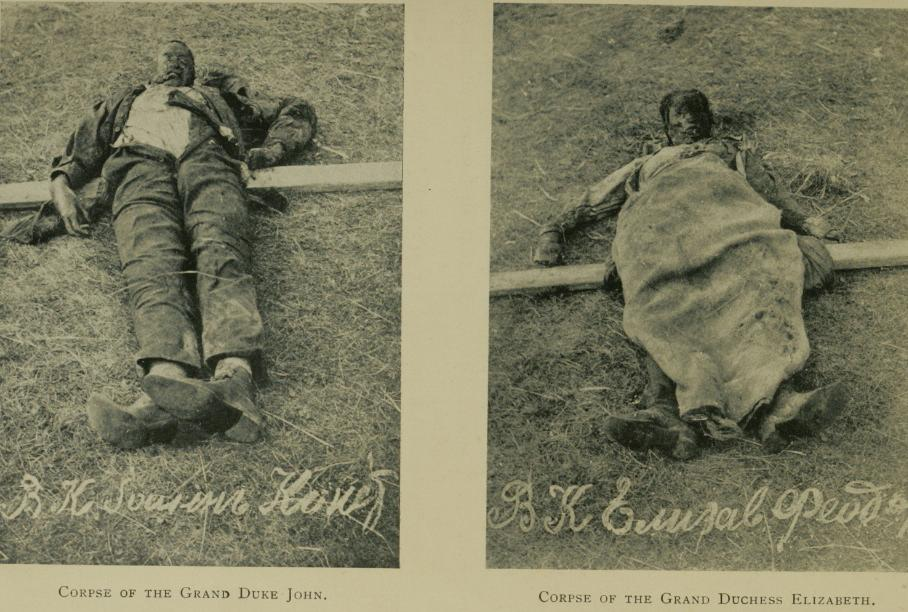
Foto del cadáver de su hermano Iván junto al de la gran duquesa Isabel Fiódorovna.

Después de largos meses de cautiverio en los edificios de una escuela que compartía con sus hermanos, los príncipes Iván Constantínovich, Ígor Constantínovich; la gran duquesa Isabel Fiódorovna, viuda del gran duque Sergio, que había tomado los votos en un monasterio; y el príncipe Vladímir Paléi, el príncipe Iván Constantínovich y los otros prisioneros fueron llevados en carreta a un lugar, donde fueron arrojados vivos a una mina, a cuya caída algunos sobrevivieron. Entonces, los bolcheviques lanzaron grandes vigas de madera y granadas de fragmentación para derruir la mina sobre las desafortunadas víctimas. A pesar de este intento, el príncipe Iván Konstantínovich, sus hermanos Constantino Constantínovich e Ígor Constantínovich, la gran duquesa Isabel y el príncipe Vladímir Pávlovich Paléi parece que quedaron vivos y agonizantes, muriendo en agonía, malheridos, y hambrientos.
Algún tiempo después, los soldados del Ejército Blanco llegaron a la escena del crimen, sacaron los cuerpos y los colocaron en ataúdes que llevaron a Siberia. Después de un largo y peligroso viaje, asediados por los bolcheviques, los soldados blancos llegaron a la frontera con China. De allí fue enviado un mensaje a la marquesa de Milford Haven —hermana de la gran duquesa Isabel y de la zarina Alejandra— donde se le informaba del lugar donde se encontraban los cuerpos para su reconocimiento. Victoria de Milford Haven hizo el viaje y los reconoció. 
Los cuerpos fueron enterrados en un templo ortodoxo ruso en Pekín.

### Canonización
Constantino Constantínovich de Rusia fue declarado víctima de la opresión soviética por la Iglesia ortodoxa rusa, y fue canonizado junto a sus hermanos.

## Títulos y tratamientos
Esta tabla aún no está actualizada. Puedes contribuir aportando información sobre títulos y tratamientos de esta persona.
- Datos: Q704489
- Multimedia: Konstantin Konstantinovich Romanov / Q704489